# Jauhien Babosau
Jauhien Michajłowicz Babosau (biał. Яўген Міхайлавіч Бабосаў, ros. Евгений Михайлобич Бабосов, Jewgienij Michajłowicz Babosow; ur. 23 lutego 1931 w Riazaniu) – białoruski filozof, socjolog i polityk; założyciel Republikańskiej Partii Pracy i Sprawiedliwości (1993) oraz Socjalistycznej Partii Białorusi; doktor nauk filozoficznych (odpowiednik polskiego stopnia doktora habilitowanego), profesor, akademik Narodowej Akademii Nauk Białorusi.

## Życiorys
Urodził się 23 lutego 1931 roku w mieście Riazań, w obwodzie riazańskim Rosyjskiej FSRR, ZSRR. W 1955 roku ukończył Białoruski Uniwersytet Państwowy (BUP). Od 1957 roku pracował jako wykładowca. Od 1959 roku wykładał filozofię na BUP i na Mińskiej Państwowej Akademii Medycznej. W latach 1960–1962 pracował jako sekretarz naukowy w Instytucie Filozofii i Prawa Akademii Nauk Białoruskiej SRR. W latach 1962–1977 pełnił funkcję kierownika Wydziału Nauki i Szkół Wyższych Komitetu Centralnego Komunistycznej Partii Białorusi. W 1972 roku uzyskał stopień doktora nauk filozoficznych (odpowiednik polskiego stopnia doktora habilitowanego). Temat jego dysertacji doktorskiej brzmiał: Modernizacja filozoficzno-teologicznej doktryny katolickiej pod wpływem rewolucji naukowo-technicznej. W 1973 roku otrzymał tytuł profesora. Od 1973 roku był profesorem w Katedrze Filozofii Instytutu Doskonalenia Zawodowego Wykładowców Nauk Społecznych przy BUP. W 1977 roku został członkiem korespondentem Akademii Nauk Białoruskiej SRR. W latach 1977–1989 pracował jako dyrektor Instytutu Filozofii i Prawa Akademii Nauk Białoruskiej SRR. Od 1990 (według innego źródła – od 1989) do 1998 roku był dyrektorem, a od 1998 roku – kierownikiem sekcji Instytutu Socjologii Narodowej Akademii Nauk Białorusi (NANB), jednocześnie kierownikiem katedry na BUP. W 1994 roku otrzymał tytuł akademika NANB. Pełnił funkcję prezesa Białoruskiego Zrzeszenia Socjologicznego.
Jauhien Babosau był jednym z inicjatorów utworzenia Republikańskiej Partii Pracy i Sprawiedliwości (1993) oraz Socjalistycznej Partii Białorusi (1994).

## Działalność naukowa
W swojej pracy naukowej Jauhien Babosau zajmuje się badaniem problemów teorii i metodologii poznania naukowego, socjologii sytuacji ekstremalnych i katastrof, specyfiki okresu przejściowego w rozwoju społeczeństwa Białorusi. Opracował nowe podejścia konceptualne do badania społecznych aspektów postępu naukowo-technicznego, stworzenia się i rozwoju duchowego świata człowieka. Jest autorem ponad 360 prac naukowych, w tym 23 monografii. Są wśród nich:
- Sowriemiennyj katolicyzm i nauka. Mińsk: 1964. (ros.). Brak numerów stron w książce
- Socyalnyje aspiekty nauczno-tiechniczeskoj riewolucyi. Mińsk: 1976. (ros.). Brak numerów stron w książce
- Uczenije K. Marksa o czełowiekie i riealnyj socyalizm. Mińsk: 1983. (ros.). Brak numerów stron w książce
- Istina i bogosłowije. Mińsk: 1988. (ros.). Brak numerów stron w książce
- Czełowiek na porogie rynka: Socyalnyje ożydanija nasielenija. Mińsk: 1992. (ros.). Brak numerów stron w książce
- Katastrofy: socyołogiczeskij analiz. Mińsk: 1995. (ros.). Brak numerów stron w książce
- Czernobylskaja tragiedija w jeje socyalnych izmierienijach. Mińsk: 1996. (ros.). Brak numerów stron w książce
- Konfliktołogija. Mińsk: 1997. (ros.). Brak numerów stron w książce

## Poglądy
Zdaniem Jauhiena Babosaua głównymi elementami białoruskiej tożsamości narodowej są Język białoruski, ojczyzna – państwo białoruskie i jego samodzielność, świadomość bycia częścią Europy, narodowe tradycje, zwyczaje i obrzędy, takie jak Dziady i Radonica, a także traktowanie z równą powagą świąt prawosławnych i katolickich. Wśród białoruskich cech narodowych wymienia także tolerancyjność, sumienność, życzliwość, umiarkowanie i pracowitość. Według filozofa, próba stworzenia „narodu radzieckiego” nie powiodła się, żywa natomiast jest wspólnota Słowian, czego przykładem są odbywające się na Białorusi imprezy Słowiański Bazar i Kongres Narodów Słowiańskich. Babosau zwraca uwagę, że nie należy dopuścić do oddalania się Słowian wschodnich od pozostałych, wzmacniając i odradzając więzi z Polakami, Czechami, Słoweńcami i innymi.
Według Babosaua, Białoruś jest ważna dla Federacji Rosyjskiej jako zachodnia rubież i osłona od zagrożeń z Zachodu. Rosyjscy oligarchowie zainteresowani są jednak tym, by podporządkować Rosję Zachodowi oraz nie dopuścić do jej związku z Białorusią i zjednoczenia narodów. Z drugiej strony filozof zwraca uwagę na samoczynną, niezależną od polityki, integrację narodu białoruskiego z rosyjskim, ukraińskim i innymi poprzez liczne małżeństwa mieszane. Zdaniem Babosaua, negatywny stosunek Unii Europejskiej do władz Alaksandra Łukaszenki przenosi się na białoruski naród, przy czym zwraca uwagę, że tylko niektórzy członkowie Unii wykazują taką postawę. Według niego rządy Polski i Litwy są zorientowane na Zachód i prowadzą politykę wrogą wobec Białorusi. Działania te poniosą jednak porażkę, gdyż Białoruś posiada silniejszą armię oraz porównywalną gospodarkę i kulturę. Wrogość wspomnianych państw do Białorusi jest zjawiskiem czasowym, ponieważ wcześniej czy później będą zmuszone do ułożenia poprawnych stosunków; co więcej, antagonizm dotyczy tylko rządów i nie przekłada się na bezpośrednie relacje między narodami. Mówiąc o władzach Polski i Litwy, Babosau używa cytatu ze Stalina: hitlerzy przychodzą i odchodzą, a naród niemiecki pozostaje. Jego zdaniem, dążenia Ukrainy i Gruzji do integracji z Zachodem są wynikiem działań tamtejszych polityków podporządkowanych zagranicy. One również poniosą klęskę, a Ukraina wejdzie w związek z Rosją i Białorusią, ponieważ istnieją warunki i tendencje do umacniania się związku wschodnich Słowian.
Zdaniem Babosaua, Europa jest ośrodkiem współczesnej cywilizacji, zbudowanej na fundamencie chrześcijaństwa i jego różnych tłumaczeń, do których, według niego, należą także tłumaczenia marksistowskie i ateistyczne. Białoruś stanowi pełnoprawną część Europy pod względem geograficznym, geopolitycznym, cywilizacyjnym i kulturowym. Babosau podkreśla, że kraj ten w niczym nie ustępuje innym krajom europejskim. Jego zdaniem Białoruś w perspektywie czasu bez wątpienia wejdzie do Unii Europejskiej, podobnie jak Rosja i Ukraina, ponieważ organizacja ta ma naturalną tendencję do powiększania się. Według niego Białoruś może wnieść do Europy swoje tradycyjne cechy narodowe, takie jak tolerancję, umiarkowanie, szacunek dla innych religii i kultur. Jako przeszkodę dla integracji Białorusi z resztą Europy Babosau widzi nielojalny stosunek do tego państwa ze strony niektórych ośrodków zagranicznych, motywowany względami politycznymi.

## Nagrody i odznaczenia
- Nagroda Państwowa Białoruskiej SRR (1984)[1][2] – za udział w napisaniu cyklu prac o historii filozoficznej i społecznej myśli Białorusi[2] opublikowanych w latach 1973–1980[3][2];
- Honorowy Tytuł „Zasłużony Działacz Nauki Republiki Białorusi” (1997);
- Order „Znak Honoru” (ZSRR, 1967);
- medale[3].

## Życie prywatne
Jauhien Babosau ma syna.